# Cmentarz żydowski w Myszyńcu
Cmentarz żydowski w Myszyńcu – został założony w XIX wieku i znajduje się przy ul. Kopański Most. 

## Historia
Do czasu powstania cmentarza w Myszyńcu Żydzi grzebali swoich zmarłych w Ostrołęce.
Przed 1939 cmentarz był ogrodzony drewnianym płotem. Przy wejściu znajdował się dwuizbowy drewniany budynek.
Obecnie, w wyniku dewastacji cmentarza, nie zachowały się żadne nagrobki. W latach powojennych utworzono tu kopalnię piachu. Nagrobki były systematycznie wywożone, a groby rozkopywane w poszukiwaniu kosztowności. 
Granice obszaru grzebalnego są nieczytelne. Brak jest jakiejkolwiek formy upamiętnienia. Teren porasta las liściasty.
2 września 2016 miała miejsce uroczystość rededykacji cmentarza, przygotowana przez Fundację Ochrony Dziedzictwa Żydowskiego i Urząd Miejski w Myszyńcu. Z tej okazji dzięki wsparciu potomka myszynieckich Żydów Aharona Shachala ustawiono na terenie cmentarza skalny blok-pomnik z tablicą z gwiazdą Dawida i napisem upamiętniającym żydowskich mieszkańców Myszyńca.